# Contea di Childress
La contea di Childress (in inglese Childress County) è una contea dello Stato del Texas, negli Stati Uniti. Deve il proprio nome a George Childress l'autore della Dichiarazione d'Indipendenza del Texas. La popolazione al censimento del 2010 era di 7 041 abitanti. Il capoluogo di contea è Childress. La contea è stata creata nel 1876, ed in seguito organizzata nel 1887. Il suo nome deriva da George Campbell Childress, politico e principale autore della Dichiarazione d'Indipendenza del Texas. La storia della contea viene conservata al Childress County Heritage Museum, nel centro di Childress.
Il repubblicano Drew Springer, Jr., un uomo d'affari di Muenster (Cooke County), rappresenta dal gennaio 2013 la Contea di Childress nella Camera dei Rappresentanti texana.

## Geografia fisica
| Anno | Popolazione | ±%       |
| ---- | ----------- | -------- |
| 1880 | 25          |          |
| 1890 | 1 175       | 4 600,0% |
| 1900 | 2 138       | 82,0%    |
| 1910 | 9 538       | 346,1%   |
| 1920 | 10 933      | 14,6%    |
| 1930 | 16 044      | 46,7%    |
| 1940 | 12 149      | −24.3%   |
| 1950 | 12 123      | −0,2%    |
| 1960 | 8 421       | −30.5%   |
| 1970 | 6 605       | −21,6%   |
| 1980 | 6 950       | 5,2%     |
| 1990 | 5 953       | −14,3%   |
| 2000 | 7 688       | 29,1%    |
| 2010 | 7 041       | −8,4%    |

Secondo l'Ufficio del censimento degli Stati Uniti d'America la contea ha un'area totale di 714 miglia quadrate (1850 km²), di cui 696 miglia quadrate (1800 km²) sono terra, mentre 17 miglia quadrate (44 km², corrispondenti al 2,4% del territorio) sono costituiti dall'acqua.

### Strade principali
- U.S. Highway 62
- U.S. Highway 83
- U.S. Highway 287
- State Highway 256

### Contee adiacenti
- Collingsworth County (nord)
- Harmon County (nord-est)
- Hardeman County (est)
- Cottle County (sud)
- Hall County (ovest)